# Saint-Jean-de-l'Île-d'Orléans
Saint-Jean-de-l’Île-d’Orléans est une municipalité du Québec située dans la MRC de l'Île-d'Orléans dans la région administrative de la Capitale-Nationale. Elle est située sur le côté sud de l’île d'Orléans entre les municipalités de Saint-Laurent et de Saint-François.

## Histoire

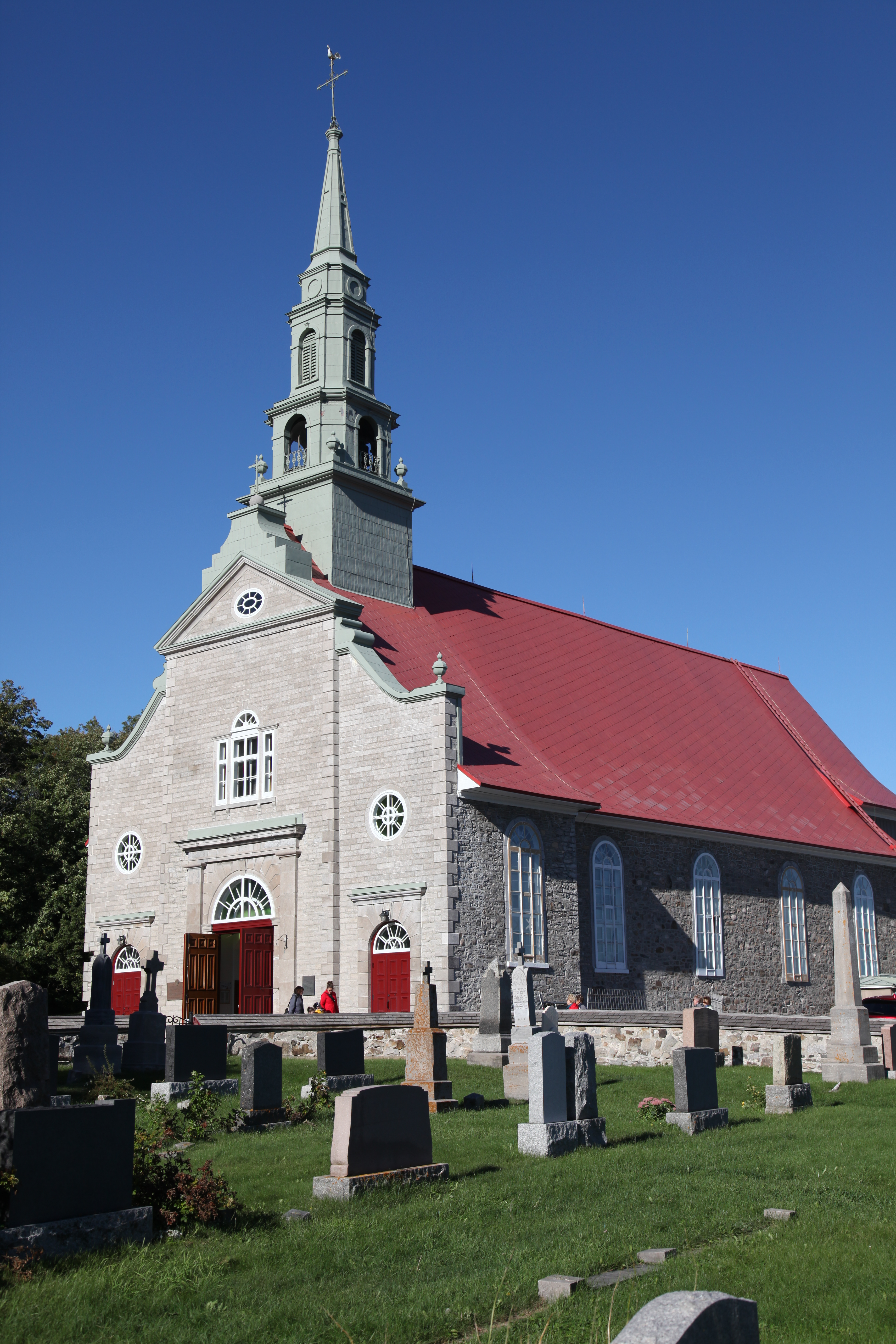
Église de Saint-Jean à Saint-Jean-de-l'Île-d'Orléans, vue du cimetière.

La municipalité fait partie de l'ancienne seigneurie de l'Île-d'Orléans concédée à Jacques Castillon par la compagnie de la Nouvelle-France, le 15 janvier 1636. D’abord une mission desservie par le curé de Sainte-Famille en 1680, Saint-Jean est érigée en paroisse en 1714. La municipalité est créée en 1855 sous le nom de Saint-Jean-Baptiste et prend son nom actuel en 2003. Un village de pilote maritime, riche en histoire et en architecture
Vers 1860 à Rivière-Lafleur est créée la Corporation des pilotes du Saint-Laurent central où l’adhésion de tous les pilotes qui naviguent entre Québec et Montréal est obligatoire. Encore aujourd'hui, entre Les Escoumins et Montréal, les navires commerciaux de plus de 100 pieds de long qui circulent sur le fleuve Saint-Laurent doivent obligatoirement être guidés par des pilotes brevetés, afin d’assurer la sécurité et de protéger les écosystèmes fluviaux et maritimes.

## Géographie
Saint-Jean-de-l'Île-d'Orléans est situé sur le versant sud de l'île d'Orléans devant le chenal des Grands Voiliers
, à 26 km à vol d'oiseau au nord-est de la ville de Québec, capitale de la province de Québec.

### Hydrographie
La rivière Maheu traverse l'ouest de la municipalité vers le sud-est.
À partir de son crénon, dans le nord, la rivière Lafleur coule vers le sud-ouest jusqu'à son embouchure dans l'estuaire du Saint-Laurent.
À partir de son crénon, dans le nord, la rivière Dauphine coule vers l'est jusqu'à son embouchure dans l'estuaire.

## Démographie
| 1996 | 2001 | 2006 | 2011 | 2016  | 2021  |
| ---- | ---- | ---- | ---- | ----- | ----- |
| 847  | 862  | 968  | 923  | 1 059 | 1 026 |

## Administration
Les élections municipales se font en bloc pour le maire et les six conseillers.
| Saint-Jean-de-l'Île-d'Orléans Maires depuis 2001                                                                     |                     |         |          |
| Élection | Maire               | Qualité | Résultat |
| 2005 | Jean-Claude Pouliot |         | Voir     |
| 2009 | Jean-Claude Pouliot | Voir    |          |
| 2013 | Jean-Claude Pouliot | Voir    |          |
| 2017 | Jean-Claude Pouliot | Voir    |          |
| 2021 | Jean Lapointe       |         | Voir     |
| Élection partielle en italique Depuis 2005, les élections sont simultanées dans toutes les municipalités québécoises |                     |         |          |

### Personnalités
Personnalités nées à Saint-Jean-de-l’Île-d’Orléans :
- Jean-Charles Bonenfant
- Raymond Létourneau, historien
- Pierre Lahoud, historien
- Louis-Philippe Turcotte
- Hubert LaRue
- frère Vincent-Marie Pouliot, O. P. (Maurice Pouliot) (1902-1978), missionnaire au Japon de 1933 à 1977.

|  |